# Yūzō Takamidō
Yūzō Takamidō (jap. 高御堂 雄三 Takamidō Yūzō; * 11. Januar 1988 in Ichinomiya) ist ein ehemaliger japanischer Shorttracker.

## Werdegang
Takamidō trat international erstmals bei den Juniorenweltmeisterschaften 2007 in Mladá Boleslav in Erscheinung, wobei er den 27. Platz im Mehrkampf und den 12. Platz mit der Staffel errang. Im folgenden Jahr wurde er bei den Teamweltmeisterschaften 2008 in Harbin Fünfter. In der Saison 2008/09 kam er im Weltcup über 1500 m dreimal unter den ersten Zehn und erreichte damit den 11. Platz in der Weltcupwertung über 1500 m. Bei den Teamweltmeisterschaften 2009 in Heerenveen errang er den fünften Platz und bei den Weltmeisterschaften 2009 in Wien den sechsten Platz über 1500 m. Zudem gewann er dort die Bronzemedaille mit der Staffel. In der folgenden Saison lief er bei den Teamweltmeisterschaften 2010 in Bormio auf den siebten Platz und bei den Weltmeisterschaften 2010 in Sofia auf den 29. Rang im Mehrkampf. Beim Saisonhöhepunkt, den Olympischen Winterspielen 2010 in Vancouver, belegte er den 29. Platz über 1500 m und den 20. Rang über 1000 m. 
In der Saison 2010/11 errang Takamidō bei den Teamweltmeisterschaften in Warschau den vierten Platz und bei den Weltmeisterschaften 2011 in Sheffield den 19. Platz im Mehrkampf. Zudem holte er bei den Winter-Asienspielen 2011 in Astana die Silbermedaille mit der Staffel. In der Saison 2011/12 erreichte er im Weltcupeinzel sieben Top-Zehn-Platzierungen und mit dritten Plätzen in Saguenay über 1500 m sowie in Nagoya mit der Staffel seine einzigen Podestplatzierungen im Weltcup. Beim Saisonhöhepunkt, den Weltmeisterschaften 2012 in Peking, belegte er den 17. Platz im Mehrkampf und den vierten Rang mit der Staffel. Die Saison beendete er auf dem sechsten Platz in der Weltcupwertung über 1500 m. In der folgenden Saison errang er mit drei Top-Zehn-Platzierungen den 14. Platz in der Weltcupwertung über 1500 m und bei den Weltmeisterschaften 2013 in Debrecen den 15. Platz im Mehrkampf. In seiner letzten aktiven Saison 2013/14 lief er bei den Olympischen Winterspielen 2014 in Sotschi auf den 20. Platz über 1000 m und absolvierte in Kolomna seinen letzten Weltcup, welchen er auf dem 16. Platz über 1000 m beendete.

## Erfolge

### Olympische Spiele
- 2010 Vancouver: 20. Platz 1000 m, 29. Platz 1500 m
- 2014 Sotschi: 20. Platz 1000 m

### Shorttrack-Weltmeisterschaften
- 2009 Wien: 3. Platz Staffel, 6. Platz 1500 m
- 2010 Sofia: 20. Platz 1500 m, 27. Platz 1000 m, 29. Platz Mehrkampf, 44. Platz 500 m
- 2011 Sheffield: 9. Platz 1500 m, 19. Platz Mehrkampf, 20. Platz 1000 m, 26. Platz 500 m
- 2012 Peking: 4. Platz Staffel, 14. Platz 1500 m, 14. Platz 500 m, 17. Platz Mehrkampf, 22. Platz 1000 m
- 2013 Debrecen: 7. Platz 1000 m, 12. Platz 1500 m, 15. Platz Mehrkampf, 22. Platz 500 m

### Team-Weltmeisterschaften
- 2008 Harbin: 5. Platz
- 2009 Heerenveen: 5. Platz
- 2010 Bormio: 7. Platz
- 2011 Warschau: 4. Platz

## Persönliche Bestleistungen
| Disziplin | Zeit         | Datum            | Ort      |
| --------- | ------------ | ---------------- | -------- |
| 500 m     | 42,237 s     | 8. Februar 2013  | Dresden  |
| 1000 m    | 1:25,209 min | 21. Oktober 2012 | Calgary  |
| 1500 m    | 2:13,207 min | 19. Oktober 2012 | Calgary  |
| 3000 m    | 5:34,110 min | 19. März 2011    | Warschau |